# هیلو: سالگرد نبرد تکامل‌یافته
هیلو: سالگرد نبرد تکامل‌یافته (به انگلیسی: Halo: Combat Evolved Anniversary) یک بازی ویدئویی به سبک تیراندازی اول شخص است که به عنوان نسخهٔ بازخلق‌شده و بهبود یافته هیلو: نبرد تکامل به‌شمار می‌رود و در دنیای هیلو روایت می‌شود. این بازی در نوامبر ۲۰۱۱ به مناسبت دهمین سالگرد عرضه عنوان اصلی برای کنسول ایکس‌باکس ۳۶۰ منتشر شد، و یکبار دیگر به عنوان بخشی از هیلو: مجموعه مستر چیف در نوامبر ۲۰۱۴، برای ایکس‌باکس وان در دسترس قرار گرفت. خبر انتشار نسخهٔ مایکروسافت ویندوز این بازی نیز در مارس ۲۰۱۹ اعلام شد، و در نهایت در مارس ۲۰۲۰ عرضه شد.
هیلو: سالگرد نبرد تکامل‌یافته با همکاری مشترک شرکت‌های ۳۴۳ اینداستریز، سیبر انترتینمنت و سرتن افینیتی توسعه یافته و به‌وسیلهٔ مایکروسافت استودیوز منتشر شده است.